# Phenomedia
Phenomedia Publishing GmbH (раньше Phenomedia AG) — компания, которая специализируется на разработке компьютерных игр. Расположена в городе Бохум, Германия. Компания известна сериями игр Moorhuhn, Sven, Catch the Sperm и многими другими. Ведущий сотрудник компании — Франк Цимлински.

## История
Компания была основана в ноябре 1999 года, до этого времени работала как Art Department Werbeagentur GmbH. 
Название для самой известной серии игр компании, Moorhuhn, было придумано от совмещения двух немецких слов  «moor» (рус. «болото») и «huhn» (рус. «болотная курица»). Персонаж этой же серии игр является и талисманом компании. Композитором всей коллекции от Phenomedia является Нильс Фритзе. 
Phenomedia специализируется преимущественно на разработке небольших, казуальных игр для игровых консолей и ПК.